# ヒルサイドウエスト

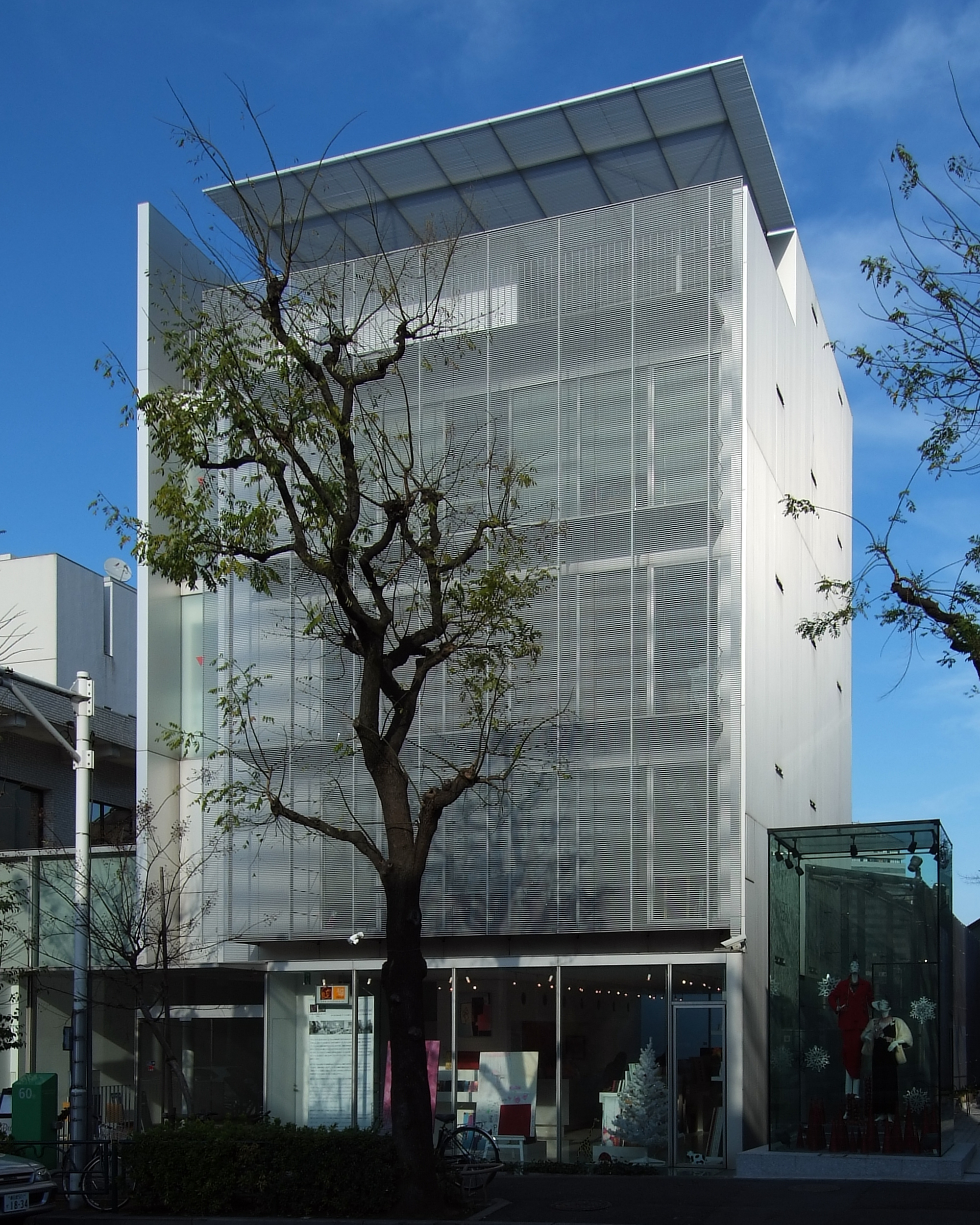
ヒルサイドウエスト

ヒルサイドウエストは、東京都渋谷区鉢山町にある、事務所・店舗・住居からなる複合施設。槇文彦設計。
槇の代表作ヒルサイドテラスの7期とも考えられるが、6期までとは数百メートル離れた位置にある。2017年にDOCOMOMO JAPAN選定 日本におけるモダン・ムーブメントの建築に選ばれている。

## 特徴
- 露地空間をテーマとしている。
- ファサードは水平ルーバーで構成されている。
- C棟に槇事務所がある。
- 地下もあり、飲食店となっている。